# رطن سونوري
رطن سونوري (الاسم العلمي:Krameria sonorae) هو نوع من النباتات يتبع جنس الرطن من الفصيلة الرطنية.